# 投票

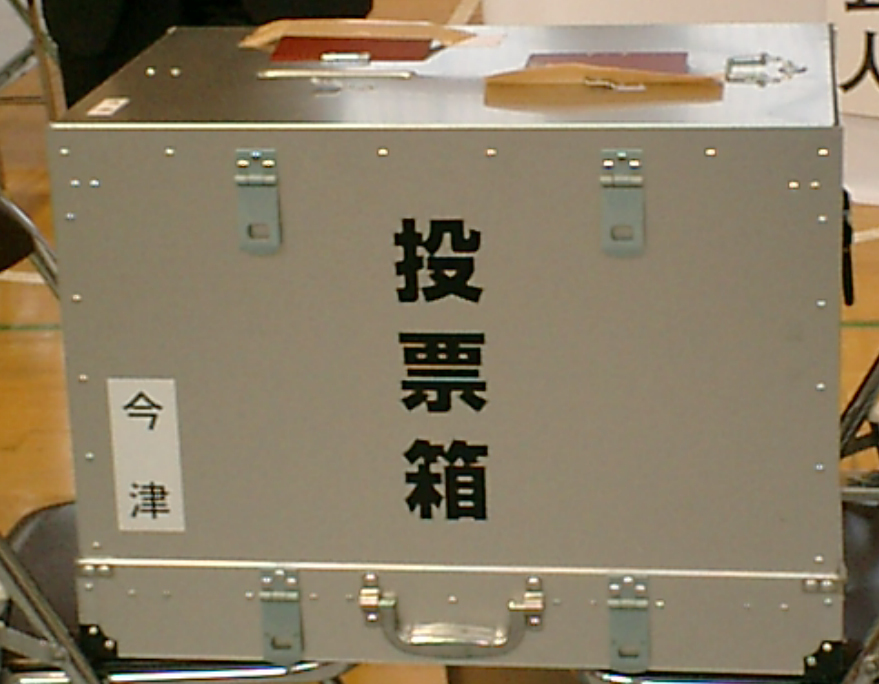
日本的投票箱

投票（英文：Voting）是決策的一種方法，典型的手法是群體經過討論或辯論後，在特定紙張上標示出投票者的立場，然後投交大會作點算。除了投票，共識決策法和賭博也是決策的方法。民主國家裡，選民在選舉中投票，選出代表他們的議員或公職人員。
投票本來指在特定紙張上標示出投票者的立場，然後投交大會作點算，但是現代社會已經接受舉手、網絡投票等方式。每一個人通過選票表達支持或反對某一意見或候選人。票站通常採取不記名投票的辦法，投票者無需披露政治取向。但是，有選舉的國家不一定代表是民主國家，一些極權國家的「選舉」，可能受統治階層嚴格管控，候選人也可能是內定的，並沒有真正的競爭可言，而且亦可能只有很少人有權投票。有些國家（例如澳洲、新加坡、巴西、朝鲜）強制人民在國會選舉中必須投票，否則會面临处罚。此外，在投票中行賄或受賄以達到影響他人投票的取向通常是違法的。

## 歷史
自從前6世紀古希臘的雅典民主以來，投票一直是民主的必要特色。文獻記載中最早的雅典投票见于雅典公民大會。 在公元前6世纪梭伦的立法改革前， 雅典公民大會（Ekklesia）已经存在，但最低阶级（Thetes）不被接纳，其审议程序由贵族控制。 根据雅典政制_(亚里士多德)(雅典人宪法)记载，梭伦通过立法允许所有公民有权参加雅典公民大會。人们经常聚集到雅典城的广场中，对城内的事务进行探讨和投票。人群中没有代表，所以任何人都可以提议议题来投票，每个人（指貴族）都需要进行表决，结果采用多数决。为了使这个组织产生效果并具有公信力，至少6000人参与使得整个过程获得其正當性。对雅典人来说，这种政府体制的优越性在于任何人都可以提供一项讨论议题，每个人在投票过程中作出自己的选择，这种方法促进了民主的发展。人民控制他们的政府使人们更高兴，因为他们可以坚持自己的意见并发挥作用，而不是通过一个官方团体或专断组织、甚至某个人来代替他们作出选择。 
雅典的陶片放逐制由雅典执政官克里斯提尼建立于梭伦的立法改革之后（约前487年首次实施）， 也是投票表决。只不過這種投票的多數「當選」被认为是負面性的，因為市民要投票是決定驅逐哪個市民離開。

## 投票制度
投票制度大致可分為單票制、多票制、排名票、計分制，不過所有投票機制都有辦法被操控（manipulable）。
單票制中投票者只能從眾多候選人中選擇一個。

## 外部連結
- （视频） 耶鲁大学公开课 - 希腊历史导论 （页面存档备份，存于）, 唐纳德·卡根主讲